# Super Loki

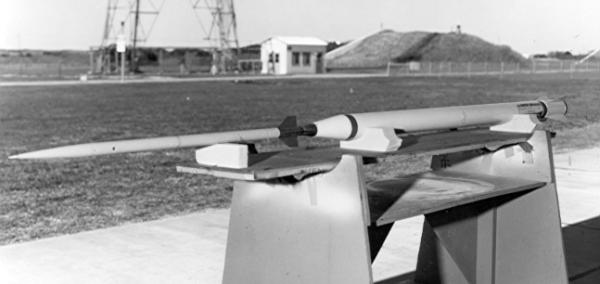
Super Loki Rakete mit Datasonde

Die Super Loki ist eine größere Version der vom Marshall Space Flight Center der NASA entwickelten einstufigen Höhenforschungsrakete Loki. Die Rakete wurde am 22. April 1968 erstmals gestartet, seitdem fanden über 1000 Flüge statt, meist von der Wallops Flight Facility in den USA, von Fort Churchill in Kanada, vom Andøya Rakettskytefelt in Norwegen oder von Esrange in Schweden.

## Technische Daten
- Nutzlast: 6 kg
- Gipfelhöhe: 90 km
- Startschub: 18 kN
- Startmasse: 29 kg
- Durchmesser: 0,10 m
- Länge: 3,16 m
- Spannweite: 0,20 m